# ایشپارسوو
ایشپارسوو (انگلیسی: Ishparsovo) یک شهرک در شهرستان استرلیتاماکسکی استان باشقیرستان کشور روسیه است.